# Groléjac
Groléjac is een gemeente in het Franse departement Dordogne (regio Nouvelle-Aquitaine) en telt 580 inwoners (1999). De plaats maakt deel uit van het arrondissement Sarlat-la-Canéda.

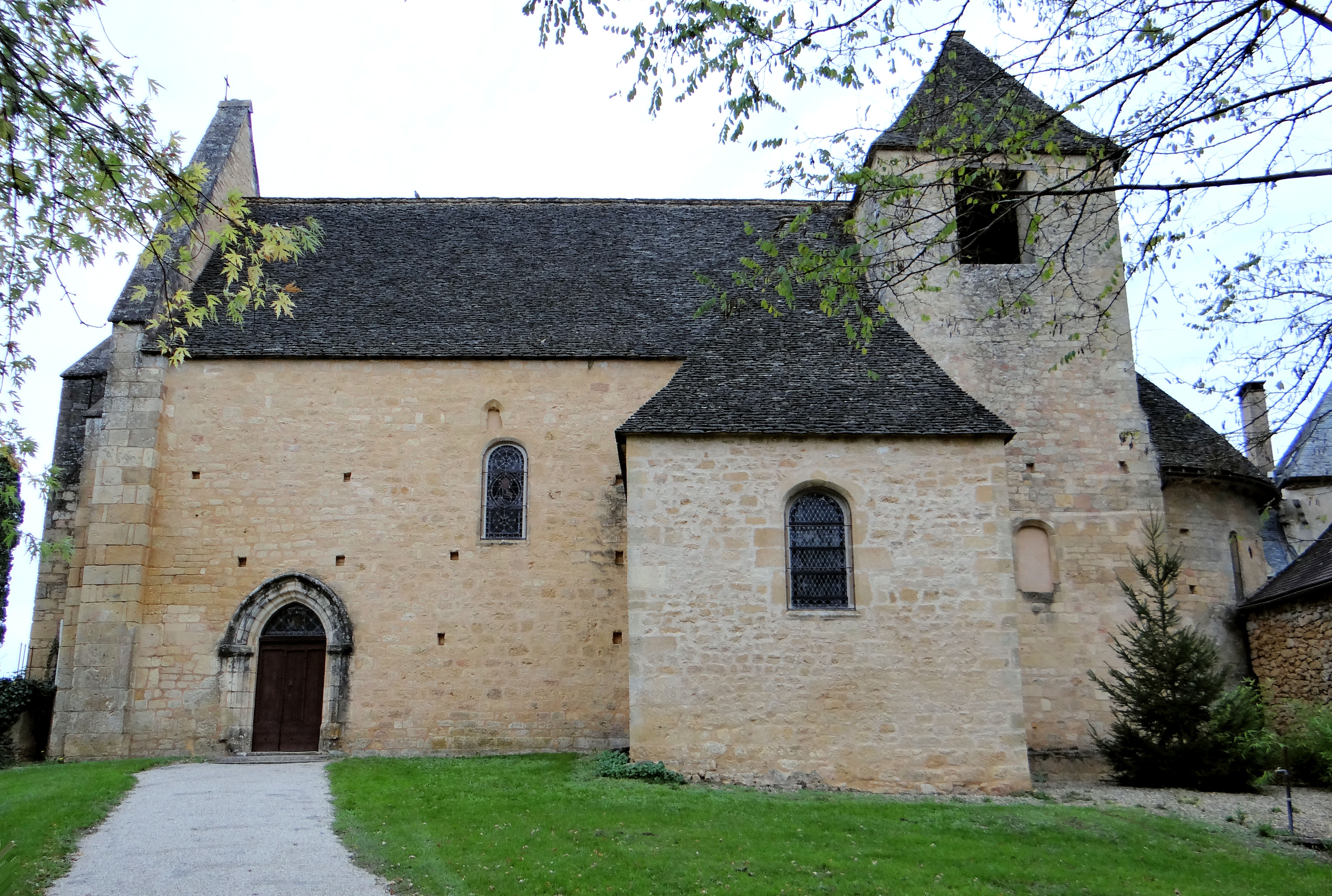
kerk van Saint-Léger in Groléjac
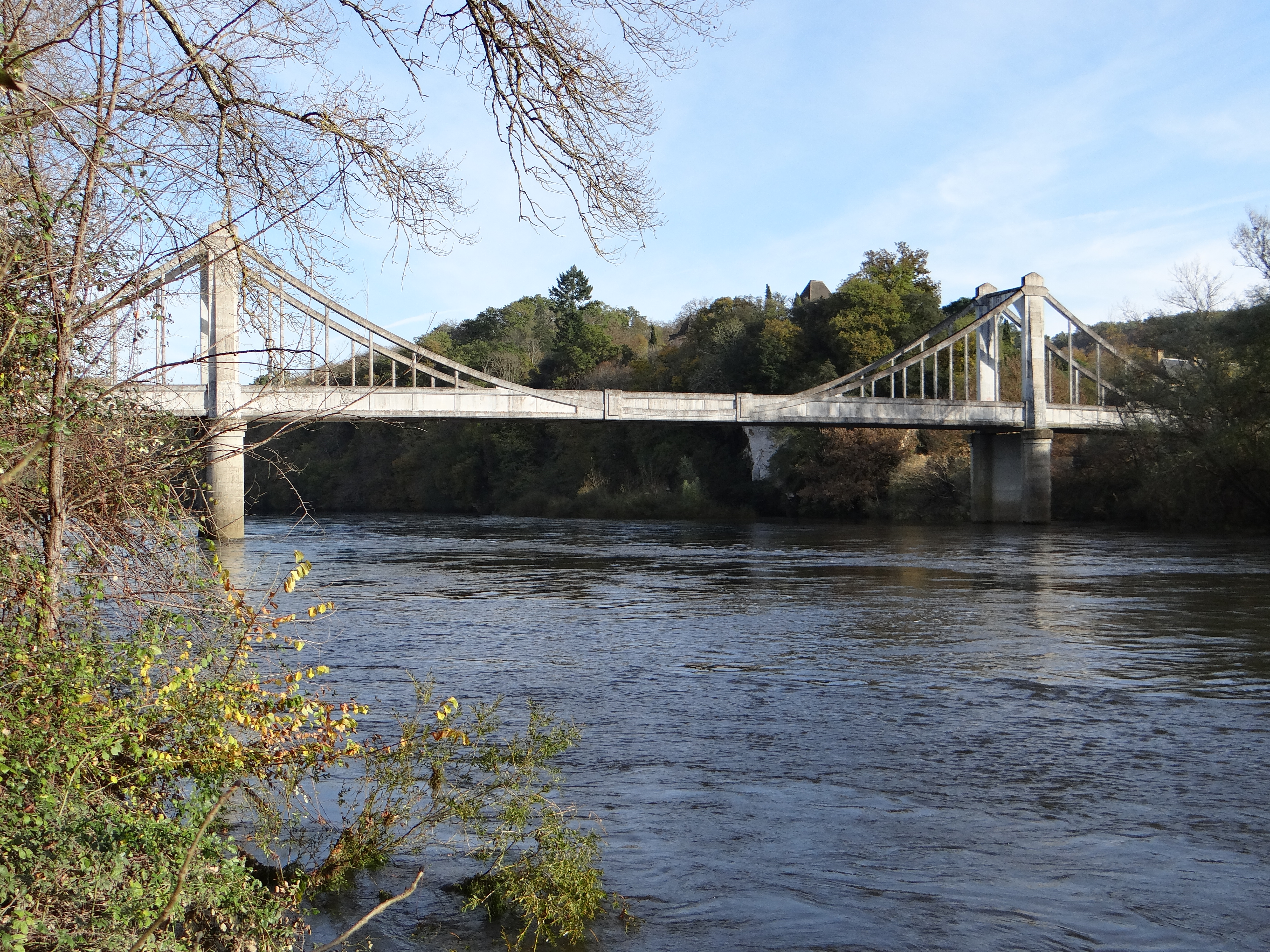
Brug van Groléjac

## Geografie
De oppervlakte van Groléjac bedraagt 12,4 km², de bevolkingsdichtheid is 46,8 inwoners per km².
De onderstaande kaart toont de ligging van Groléjac met de belangrijkste infrastructuur en aangrenzende gemeenten.

## Demografie
Onderstaande figuur toont het verloop van het inwonertal (bron: INSEE-tellingen).